# فرناندو ساليناس
فرناندو ساليناس (بالإسبانية: Fernando Salinas)‏ هو لاعب كرة قدم بوليفي في مركز الهجوم، ولد في 12 يونيو 1962 في تاريخا في بوليفيا. شارك مع منتخب بوليفيا لكرة القدم. أما مع النوادي، فقد لعب مع نادي بوليفار.

## وصلات خارجية
- فرناندو ساليناس على موقع ناشيونال فوتبول تيمز (الإنجليزية)